# 孔多爾瓦因山 (聖佩德羅德卡哈斯區)
11°28′18″S 75°51′17″W / 11.47167°S 75.85472°W
孔多爾瓦因山（Kuntur Wayin），是秘魯的山峰，位於該國中部胡寧大區，由塔爾馬省的聖佩德羅德卡哈斯區負責管轄，屬於安地斯山脈的一部分，海拔高度4,400米。